# Sân bay Kōchi Ryōma
Sân bay Kōchi Ryōma (高知龍馬空港) (IATA: KCZ, ICAO: RJOK), cũng gọi là Sân bay Kōchi (高知空港), là một sân bay khu vực ở Nankoku, một thành phố ở  tỉnh Kōchi của Nhật Bản. Sân bay này nằm ở bờ biển đông nam, gần thành phố Kōchi.
Sân bay này có diện tích 120 ha và một đường băng phục vụ máy bay vừa và nhỏ. Nhà ga 2 tầng có diệntích 10.900 mét vuông nằm ở phía bắc của đường băng. Sảnh đi ở tầng trên và sảnh đến ở tầng dưới.

## Lịch sử
Kochi được xây năm 1944 với tên Sân bay Kochi và thuộc Hải quân Đế quốc Nhật Bản và từ năm 1945 đến năm 1952 thuộc quân đội Mỹ. Sân bay này thành sân bay dân sự năm 1952 với chuyến bay đầu tiên năm 1954. Đường băng được kéo dài năm 1960 và 1980 và đang có kế hoạch kéo dài lên 2500. Tháng 11 năm 2003, nó trở thành sân bay đầu tiên ở Nhật Bản được đặt tên theo một người, là lãnh đạo Sakamoto Ryōma trong thời kỳ Bakumatsu.
Sân bay này phục vụ 2,4 triệu lượt khách mỗi năm (năm 2000 là 1,93 triệu lượt) với 13.500 lượt chuyến, 6850 tấn hàng (năm 2000). Có 3 cửa, có thể phục vụ đồng thời 37 máy bay.

## Các hãng hàng không và các tuyến điểm
Hiện có các hãng hàng không sau đang hoạt động tại sân bay này:
- All Nippon Airways (Osaka-Itami, Osaka-Kansai, Tokyo-Haneda)
- Japan Airlines (Fukuoka, Nagoya-Komaki, Tokyo-Haneda)
  - Japan Air Commuter
  - J-AIR
- Japan Transocean Air (Okinawa) [4]

## Sự cố và tai nạn
Ngày 13 tháng 3 năm 2007, chuyến bay 1603 của All Nippon Airways, đi Osaka từ Kōchi, đã hạ cánh an toàn tại sân bay Kochi sau khi bánh trước của máy bay không thể bật ra. Do đó, 13 chiếc  Bombardier DHC-8 của hãng này đã được hạ cánh để kiểm tra khẩn cấp.